# Bursera graveolens
Bursera graveolens là một loài thực vật có hoa trong họ Burseraceae. Loài này được (Kunth) Triana & Planch. mô tả khoa học đầu tiên năm 1872.

## Hình ảnh

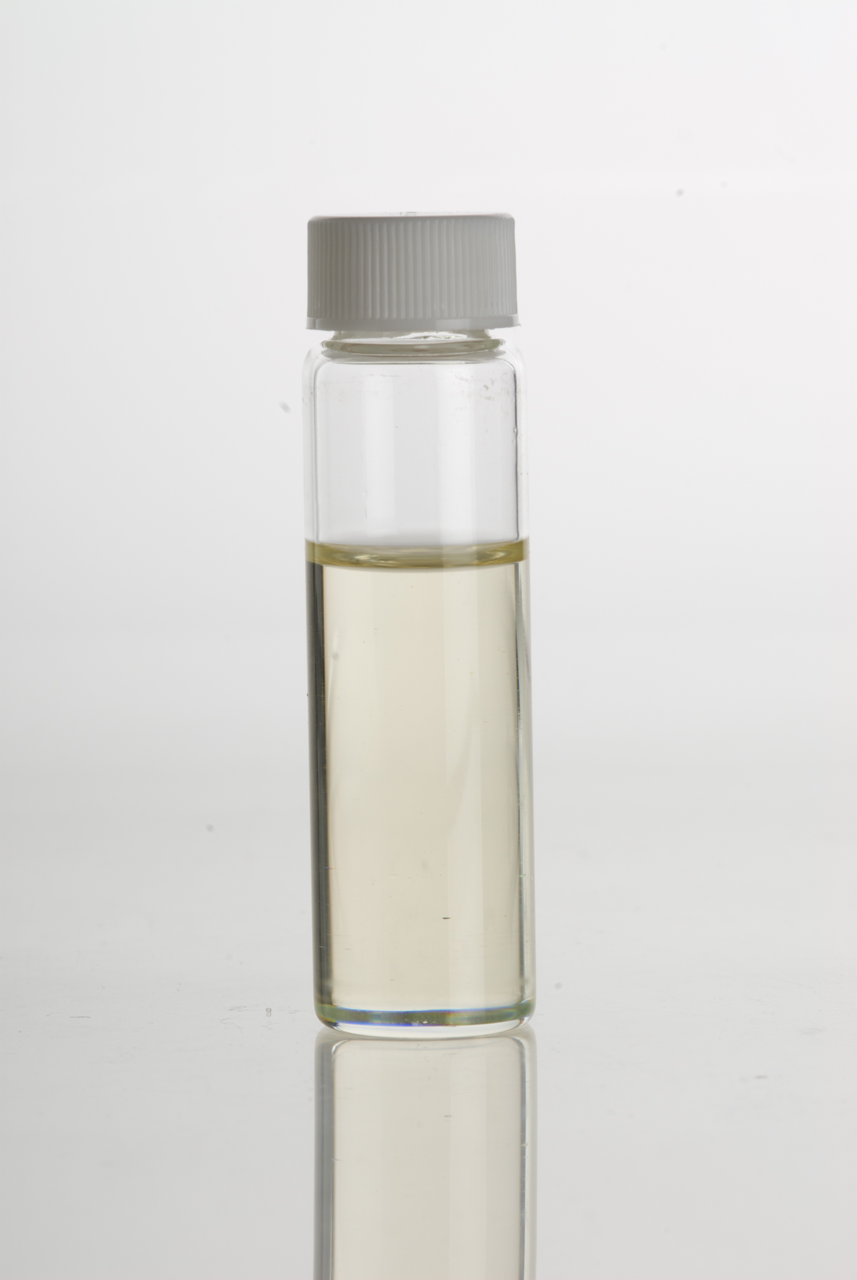
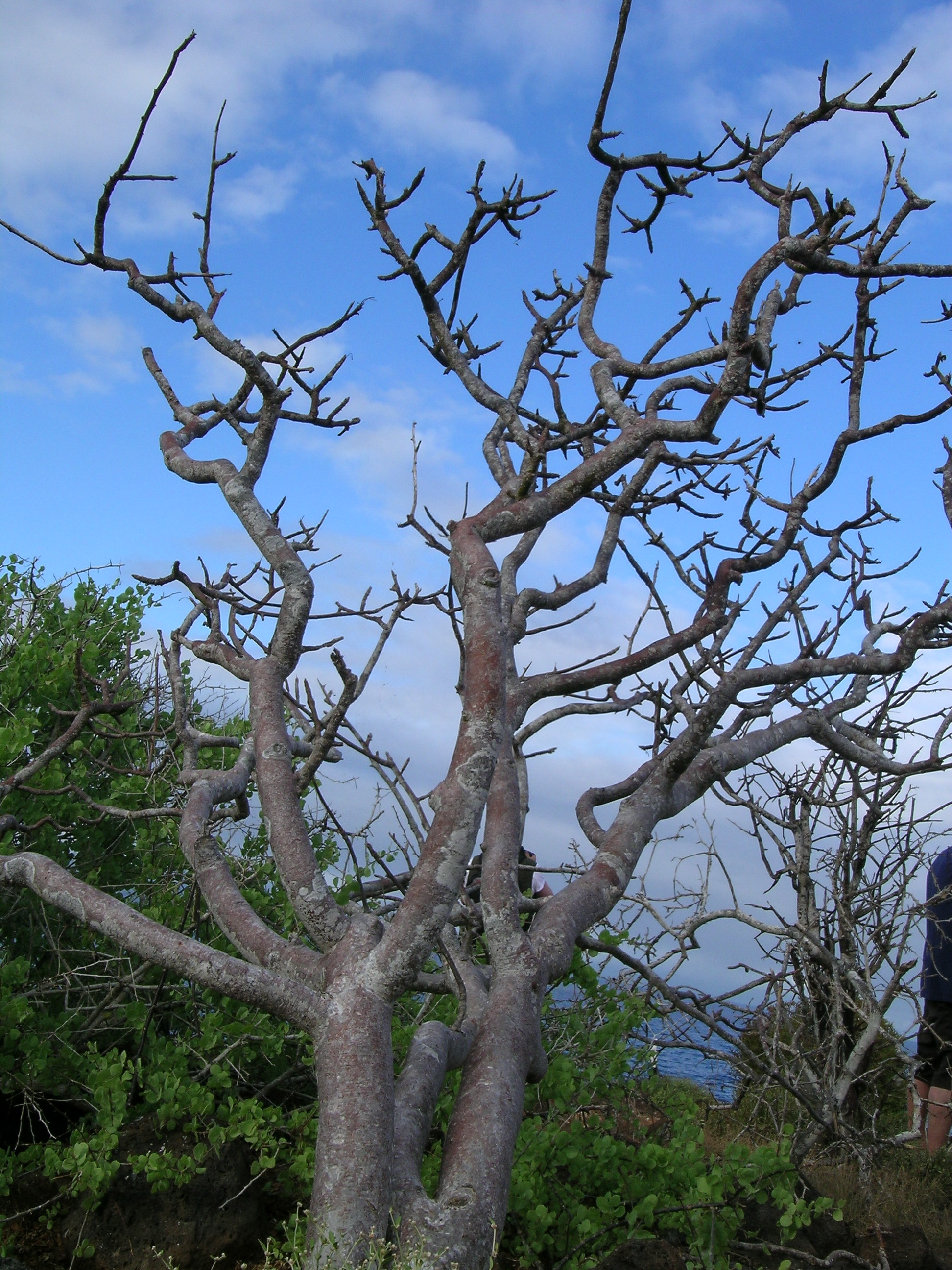